# Crkva sv. Bartola u Novim Mikanovcima
Crkva sv. Bartola u Novim Mikanovcima kulturni je spomenik nulte kategorije i aktivan vjerski objekt. Crkva se nalazi u središtu naselja, dvjesto metara od glavne ceste prema Vinkovcima. Crkva sv. Bartola je vjerojatno jezgra srednjovjekovnog mjesta Hrvati, a to je mjesto bilo središte istoimenog posjeda koji se prostirao na atarima današnjih sela: Arduševac, Đurđanci, Stari Mikanovci i Novi Mikanovci, Vođinci, Vrbica i Koritna.
Objekt je u osnovi romanički, jednobrodni tip crkve s nesrazmjernim, kosim tornjem s puškarnicama i osmatračnicama. Toranj je arhitektonski zanimljiv i po tome što se u nj ulazi samo iz unutrašnjosti, a mali uski prozorčići zapravo su strijelnice.
U prošlosti je građevina imala romaničku apsidu, koja je u jednoj od obnova porušena, te nadomještena tročlanom, gotskom apsidom, ojačanom s četiri otpornjaka, između kojih su tri gotička prozora. Radi se o tvrđavnom elementu, a cijela je crkva izvorno bila tvrđavica koja je uz okolna zemljana "gradišta" osiguravala središnji dio "đakovačke grede" (ili posjeda "Hrvati"). Na južnoj strani ima pet romaničkih prozora, od kojih su dva zazidana dogradnjom sakristije. U crkvu je ugrađeno puno rimskih opeka, naročito u otpornjake. U njoj je otkrivena, vjerojatno srednjovjekovna freska finih linija, do danas neistražena i nezaštićena, a u zidove crkve su ugrađeni i kameni ostaci neke starije građevine.
Iskapanjem u unutrašnjosti crkve otkriveno je desetak kosturnih grobova i nekoliko grobova u škrinjama. Ispod temelja otkriveni su temelji još starije (manje) crkve za koju se pretpostavlja da je izgorjela, pa je onda na tim temeljima izgrađena postojeća. Crkva je ravnog, drvenog stropa.
Crkva nije sačuvana u svom prvobitnom stanju već je naknadnim nadogradnjama za gotovo polovicu povećana. Na južnoj strani, malo podalje od prozora vidi se lom u zidu. Tu je sigurno stara crkva prestajala, tu je bila polukružna apsida, u kojoj je nekoć stajao oltar, a kasnije su tu apsidu porušili i dozidali novo svetište, zatvoreno s tri stranice osmerokuta, kojemu su uglovi pojačani otpornjacima. No, ovi otpornjaci nisu nikad služili, da prime otpor svoda, jer crkva nije nikad bila svođena, već kao i sada pokrivena drvenim stropom.
Vjeruje se da se ovo povećanje zbilo godina 1730. – 1731. jer se nad pobočnom ulazu s južne strane nalazi grb đakovačkog biskupa Petra Bakića, a pod njim natpis koji spominje popravak crkve 1731, godine.
Gjuro Szabo taj tip crkve smatra specijalnim srijemskim tipom koji je importiran sa sjevera (Ima analogan u mađarskom mjestu Borszony).

### Srednjovjekovni posjed i mjesto Hrvati u Mikanovcima
"Hrvati" kao centar posjeda "Hrvati", (po kojem su mađarski plemići Bancsa (Bančaji), dobili plemićki pridjev Hrvatski (Horvati, Horvat), morali su biti najgušće naseljeni.
U njima su Templari, trebali organizirati najbujniji gospodarski upravni sustav: sajmovi, carine, crkva, župa, druge javne zgrade i kuće činovnika. Grade reprezentativnu crkvu (poslije 1238. godine)i posvećuju je sv. Bartolu, koji je bio i zaštitnik putnika. Da crkva nije bila "obična" svjedoće i ostaci veoma lijepe freske. Freska je na južnoj strani gotičke apside, koja je dograđena na ostatke bivšeg romaničkog dijela crkve (apside).
Relativno kratku ruševnost (period popravka) dokazuju veće količine rimskih opeka u otpornjacima, koje su donijete s obližnjih lokaliteta. Upravo te rimske opeke koje nisu ugrađene u zidove prilikom gradnje (ili ne u većem dijelu), nego su kasnije kada je crkva doživjela prvi popravak ugrađene u otpornjake kod nove apside, dokazuju da su u blizini crkve postojale rimske građevine.
Možda je još prihvatljivije objašnjenje (zbog sačuvanosti rimskih opeka) da su opeke prvobitno iskorištene za druge javne objekte u Hrvatima (hospitalsko svratište, carinski ured, župni dvor, činovničke kuće itd.) pa su tek onda, kada su ti objekti i institucije u njima propali u borbama Horvata i Gorjanskih, upotrijebljeni za popravak, odnosno proširenje crkve u gotičkom stilu.
Po završetku borbi između Horvata i Gorjanskih (Horvati su gubitnici) nema potrebe za obnovom javnih zgrada, jer mjesto Hrvati gubi značaj u političkom i gospodarskom smislu. Crkveni značaj ne gube, s obzirom na to da imaju dobru crkvu, koju, istina treba popraviti.

### Saska dijaspora i crkva sv. Bartola
Tek su najnovija istraživanja posljednjih tridesetak godina pokazala da se ovdje, a posebice u Mikanovcima i Moroviću, radi o "laboratorijskim" primjerima velike srednjovjekovne dijaspore koja nastaje u sklopu takozvane "Renesanse XII. stoljeća" i širenja granica Europe, kako unutar (isušivanjem močvara i krčenja šuma, tako i izvana (velikim pokretom kolonista, prvenstveno iz donjonjemačkog "saskog" područja prema sjeveru, istoku i jugoistoku Europe.
Ti su kolonisti stigli u Skandinaviju, do istočnih obala Baltika, u Galiciju, Sedmogradsku, i do Kosova.
Okrugli toranj sv. Bartola jedinstven je na području zemalja krune sv. Stjepana, no danas znamo da se taj tip seoske crkve širi s donjosaskog i frizijskog područja u Skandinaviju, na Britansko otočje, i u Poljsku.
Jedna skupina naseljenika sa Zapada (ti se Sasi naseljavaju u Ugarskoj već krajem 11. stoljeća, a masovno ih u Sedmogradsku useljava Andrija II. početkom 13. stoljeća) naselila se, čini se, na rubu Đakovačke grede i sagradila si crkvu po sjećanju na onu kod kuće.
Ovdje valja spomenuti da crkva u Moroviću predstavlja jedan od najpopularnijih seoskih tipova "Saske dijaspore" - brojni su primjeri u Sedmogradskoj, a takva je i ruševina "Saska crkva" u Novom Brdu (kod Prištine) na Kosovu.
Ovime naš "neobični toranj u Novim Mikanovcima postaje važan povijesni dokument i pokazatelj veza hrvatskog dijela Panonske nizine s velikom ruralnom supkulturom 12. i 13. stoljeća.
Mikanovci su, vjerojatno identični s posjedom Terra Croac (Hrvatska zemlja) koji se spominje 1244. godine. Po posjedu dobiva ime i moćna istočnoslavonska obitelj Horvata, od kojih su najpoznatiji Ivaniš, Pavao i Ladislav, pristaše Anžuvinca Karla Dračkog u borbi za hrvatsko-mađarsko prijestolje protiv Žigmunda Luksemburškog krajem 14. stoljeća. Ne tako daleko od Mikanovaca, kod Gorjana, pristaše Karla pod vodstvom Horvata zarobile su 1386. godine kraljice Elizabetu i Mariju (udovicu i kćer Ludovika I.) Elizabeta je kasnije zadavljena u zatvoru.
Pri tome gine i jedan od najmoćnijih velikaša kraljevstva, palatin Nikola Gorjanski, vođa luksemburške stranke, zakleti dušmanin obitelji Horvat.
Kad nakon silnih strahota i pustošenja konačno nadvlada Žigmundova strana, Horvate stiže strašna kob, a njihovi prostrani posjedi dolaze u ruke Gorjanskih.
U tome kontekstu nastaju nove, začuđujuće preinake u crkvi sv. Bartola - unutar naizgled standardnog kasnogotičkog svetišta, novija su istraživanja otkrila izvanredno klesani okvir ulaza u sakristiju, te nasuprot njemu, na južnoj strani, raskošno urešenu sediliju (nišu s kamenom klupom) čiji zid prekrivaju slikarije, nesumnjivo među najljepšima i kontinentalnoj Hrvatskoj. Slikarije su, nažalost stradale, najvjerojatnije od turske ruke.
Dok romanički dio sv. Bartola govori o možda skromnoj, ali za nas neobično važnoj ekologiji 13. stoljeća u kojima su integrirani elementi s dalekog Zapada, detalji arhitektonskog dekora i slikarija 15. stoljeća svjedoće o visokoj kulturi kruga Gorjanskih koji su na svoje posjede doveli umjetnike iz samog središta kraljevstva ili možda nekog udaljenijeg velikog kasnosrednjovjekovnog žarišta, poput Praga i Češke.